# Johanna Barbara Sattler
Johanna Barbara Sattler (* 29. Juni 1953 in Heidenheim an der Brenz) ist eine deutsche Psychologin und Interessenvertreterin für Linkshänder.

## Leben
Johanna Barbara Sattler studierte Psychologie und wurde 1983 an der Universität München promoviert. Sie arbeitet als approbierte Psychotherapeutin. Sattler ist  Gründerin und Leiterin der „Ersten deutschen Beratungs- und Informationsstelle für Linkshänder und umgeschulte Linkshänder“ in München. Sie hat die  Testmethodik zur Feststellung der Hirnhemisphärenlateralisation weiterentwickelt. Sattler hat zahlreiche Bücher und Ratgeberschriften auf diesem Gebiet veröffentlicht. Sie ist selbst Linkshänderin.
Die von ihr im Auftrag des Staatsinstituts für Schulpädagogik und Bildungsforschung  1987 entwickelte Schrift über das linkshändige Kind beim Schuleintritt wurde 1989 vom Bayerischen Staatsministerium für Unterricht und Kultus in die Schrift „Handreichung für die Aufnahme des Kindes in die Grundschule“ aufgenommen und wurde 1993 als umfassende Publikation Das linkshändige Kind in der Grundschule veröffentlicht. Sattlers Buch wird auch in einigen anderen Bundesländern von den Kultusministerien empfohlen.
Sattler betätigt sich als Interessenvertreterin der Linkshänder in der Gesellschaft und argumentiert mit ihren aus der Praxis gewonnenen Forschungsergebnissen gegen starre Kategorien, mit denen etwa die Persönlichkeitspsychologie im Personalwesen auf die Händigkeit reduziert wird. Sattler war mit Dietrich Wirth und Markus Liphardt Autorin der Leitlinien  Untersuchung der Händigkeit der Deutschen Gesellschaft für Arbeitsmedizin und Umweltmedizin e. V.(DGAUM). Darin wird zum Beispiel ausgeführt: Eine erzwungene Rechtshändigkeit im Arbeitsprozess sollte vermieden werden. Anzustreben ist ein erweitertes Angebot an für Linkshänder adaptierte Arbeitsmittel und -geräte. Maschinen mit asymmetrischer Handhabung sollten sich auf linkshändigen Gebrauch umrüsten bzw. umstellen lassen. Auch die aktuelle Version Händigkeit – Bedeutung und Untersuchung betreute sie als Leitlinienkoordinatorin.
Sattler unterstützt den 1976 von der Vereinigung für Linkshänder, der Lefthanders International ins Leben gerufenen „Internationalen Linkshändertag“, der jährlich am 13. August stattfindet, mit einer Prämierung von Spielzeug für linkshändige Kinder.

## Schriften (Auswahl)
- Ikonographische und psychologische Aspekte der 'Seitigkeit' in der Kunst : dargestellt an ausgewählten Beispielen der romanischen Plastik in Burgund. 1983 (Diss. Ludwig-Maximilians-Universität zu München, 1983)
- mit Rolf W. Meyer: Linkshändig? Ein Ratgeber. München: Humboldt-Taschenbuchverl. Jacobi, 1991
- Das linkshändige Kind in der Grundschule. Donauwörth: Auer, 1993
- Der umgeschulte Linkshänder oder der Knoten im Gehirn. Auer, Donauwörth 1995, ISBN 3-403-02645-0.
- Die Psyche des linkshändigen Kindes: Von der Seele, die mit Tieren spricht. Donauwörth: Auer, 1999
- Links und Rechts in der Wahrnehmung des Menschen: Zur Geschichte der Linkshändigkeit. Donauwörth: Auer, 2000
- Linkshändige Kinder im Kindergartenalter: Eine illustrierte Praxishilfe für Erzieherinnen und Eltern. Donauwörth: Auer, 2003